# Armenia en los Juegos Paralímpicos de Sochi 2014
Armenia estuvo representada en los Juegos Paralímpicos de Sochi 2014 por un deportista masculino. El equipo paralímpico armenio no obtuvo ninguna medalla en estos Juegos.